# Teodor Tulpan
Teodor Tulpan (n.14 iunie 1971) este un alpinist român, care a cucerit cel mai înalt vârf montan din lume în 2003, vârful Everest (8848 m), ascensiune realizată pe 22 mai 2003, la ora locală 10. Alaturi de Teodor au mai urcat pe vârf în cadrul aceleiași expediții, „Everest 2003", Marius Gane, Lucian Bogdan și americanul de origine română, Gheorghe Dijmǎrescu.
Teodor Tulpan este absolvent al Facultății de Științe Sibiu, specializarea Educație Fizică și Sport, și membru voluntar al S.P. Salvamont din 1995.

## Alpinism
Palmaresul expedițional al lui Teodor Tulpan cuprinde:
- 1996 – expediție în munții Pamir – atinge vf. Lenin –7134 m;
- 1997 - expediție în munții Caucaz, escaladează vf. Elbrus, 5642 m și vf. Ghermoghenov – 3994 m;
- 1998 - expediție în munții Caucaz, escaladează vf. Ushba - 4710 m (cel mai dificil vârf din Caucaz), vf. Gumaci - 3850 m și vf. Elbrus -5642 m;
- 1999 - expediție în munții Tien Shan, escaladează vf. Khan Tengri - 7010 m și stabilește recordul național de altitudine la lansarea cu parapanta (6000 m – premieră mondială),[necesită citare] după ce în prealabil urcă de două ori pe vârf, încercând să se lanseze de acolo
- 2002 – selecționat pentru participare la expediția românească „Everest 2003”
- 2003 – expediție de pregătire în munții Anzi urcă pe vf. Aconcagua - 6962 m și zboară cu parapanta de la 5400 m - primul român;[necesită citare]
- 2003 - martie - face parte dintr-o expediție pentru cucerirea vârfului Everest din munții Himalaya;
- 9 mai 2003 - se lansează cu parapanta de la o altitudine de 7.080 m, îmbunătățind recordul mondial de durata zburând 30 de minute;[necesită citare]
- 22 mai 2003 - munții Himalaya – vârful Everest – 8848 m;
- 1 iunie – 31 iulie 2004 – expediție în Pakistan – vârful K2 – 8611 m, atinge altitudinea de 7400 m, retrăgându-se din cauza vremii nefavorabile;
- 2005 – pregătire expediție Peru 2005, vf. Chopicalqui – 6400 m;
- 2007 – expediția Africa 2007 pe vf. Kenya – 5200 m;
- 2007 – Vf. Mont Blanc – 4807 m;
- 2008 – expediția Explore India, vf. Chopta – 4098 m;
- 2008 - expeditia "Mexic 2008", ajunge pe vf. Orizaba (Star Mountain) - 5635 m;
- 2009 - expeditie sibiana, atinge Vârful Elbrus, Munții Caucaz, - 5633 m;
- 2009 - expeditie "Top of Africa", atinge Vf. Kilimandjaro, - 5885 m;
- 2011 - expeditie in Alaska, vf. McKinley - 6194 m.